# Les Visiteurs (mini-série)
Pour les articles homonymes, voir Les Visiteurs.
Les Visiteurs est une série télévisée de science-fiction française en 6 épisodes de 52 minutes, réalisée par Michel Wyn d'après un scénario de Claude Desailly et diffusée du 3 avril 1980 au 8 mai 1980 sur TF1, puis rediffusée sur la même chaîne pendant l'été 1983 et sur M6 au cours de l'été 1990.
La série suit deux extra-terrestres qui prennent possession des corps de deux humains qui viennent de mourir : un mécanicien français d'un accident de moto et une riche héritière allemande d'un accident de cheval. Ils sont chargés de retrouver les traces des précédents scientifiques extra-terrestres envoyés sur Terre et qui n'ont plus donné signe de vie.

## Synopsis
En France, un jour de 1980, le mécanicien parisien Jean-Louis Brozec est victime d’un accident de moto. Au même moment, en Allemagne, Renate Matiessen, fille d’un milliardaire, meurt après une chute de cheval. Mais l’un et l’autre reviennent très vite à la vie et finissent par se retrouver à Paris, alors qu’ils ignoraient pourtant auparavant jusqu'à l’existence l’un de l’autre.
En fait, deux extraterrestres de type amibe, Arkim pour Jean-Louis et Tolrak pour Renate, se sont incarnés en eux. Envoyés par un gouvernement galactique dénommé l’Empire des Quatre Planètes, Arkim le scientifique, spécialiste des affaires terrestres, et Tolrak le policier, membre des services de sécurité de l’Empire, doivent retrouver six de leurs compatriotes disparus cinq ans plus tôt, alors qu’ils étaient en mission d’exploration scientifique sur Terre.
Les six disparus Zarko, Alambda, Pirvii, Kyrin, Memno et Reka habitent des corps humains reconstitués, ce qui explique notamment qu’ils n’aient aucune pilosité sur le corps, par exemple, ni cheveux ni sourcils. Cependant qu'Arkim est un spécialiste des affaires terrestres et rien de la vie sur notre planète ne le surprend, Tolrak se retrouve au départ en pleine confusion, devant accepter tour à tour l'idée que les humains ont besoin de dormir, qu'être une femme, qui plus est une très jolie femme, signifie souvent se faire draguer dans la rue (dans l'espèce d'origine de ces « visiteurs », les sexes « n'existent pas »), que la nourriture est payante sur Terre et que l'alcool doit être bu avec modération, sous peine de provoquer des situations embarrassantes au restaurant, ce qui est ennuyeux lorsque l'on est en mission secrète ...
En cherchant Zarko, dont ils découvrent par hasard qu’il s’est vendu à un cinéaste en tant que héros d’un film de science-fiction de série B, ils rencontrent un nain inquiétant, Puck, qui sait qui ils sont. Peu après, ils retrouvent Zarko mort sur une péniche sur la Seine, avec sur son ventre un mot qui leur dit: « Retournez d’où vous venez ».
Afin de couper court aux railleries des collègues de Jean-Louis et aux soupçons des parents de Renate, ils se marient, ce qui leur donne aussi un prétexte pour partir en Italie, officiellement en voyage de noces mais en réalité pour y retrouver Alambda. Là-bas, ils sont capturés et emmenés dans un musée où un soi-disant «Tribunal de l’Histoire», présidé par Puck et constitué de statues de cire représentant les grands hommes de l’histoire humaine, les juge coupables d’être venus sur Terre sans autorisation et les condamne à mort. Ils échappent par miracle à leur sentence, et alors qu’ils étaient sur le point de retrouver Alambda, celui-ci meurt à son tour. Jean-Louis et Renate se rendent aussi compte que leurs ennemis ont réussi à couper tout contact entre eux et le satellite d’accompagnement de l’Empire qui supervise leur mission.
Contactés en télépathie par Pirvii, ils décident de se rendre en Afrique du Sud, où celui-ci avait été envoyé en mission, afin de le rejoindre. Mais leur avion est détourné par une force mystérieuse et ils se retrouvent à l’autre bout du monde, en Colombie, où les accueillent deux Colombiens, frère et sœur, qui prétendent travailler pour la première expédition. En réalité, il s’agit d’agents de la mystérieuse organisation pour laquelle œuvre Puck. Lorsque Jean-Louis et Renate le découvrent, tous deux s’évanouissent et, quand ils se réveillent, leurs deux hôtes colombiens ont été tués à bout portant. Arrêtés par la police colombienne et accusés du meurtre, Jean-Louis et Renate sont emprisonnés et interrogés sans pitié par des autorités certaines de leur culpabilité. Mais, par un extraordinaire retournement de situation, ils sont innocentés et libérés. À la sortie de la prison, une voiture les attend, à bord de laquelle se trouve … Pirvii.
La voiture est très vite prise en chasse, et avant d’être tué, Pirvii a tout juste le temps de leur dire que Memno et Reka sont au Tyrol, et Kyrin, en Afrique du Sud. Ils s’y rendent et retrouvent en effet Kyrin en chef d’une tribu primitive isolée, qui le drogue en permanence à l’aide d’une boisson hallucinogène. Kyrin meurt devant leurs yeux d’en avoir trop consommé, et le lendemain, les deux enquêteurs se réveillent, sans y rien comprendre, dans l’appartement parisien de Jean-Louis. L’un et l’autre s’aperçoivent à cette occasion qu’ils commencent à éprouver, en tant qu’êtres humains, un véritable sentiment d’amour l’un pour l’autre, lequel n’existe pas dans leur espèce d’origine.
Se sentant désarmés, Jean-Louis et Renate décident, pour forcer l’organisation secrète qui les pourchasse à se dévoiler, de révéler leur véritable identité au grand public, en contradiction formelle avec les ordres qu’ils ont reçus. Ils deviennent très vite des stars, même si les médias entretiennent l’idée qu’ils sont des affabulateurs, ce qui dégoûte nos deux extraterrestres authentiques. Dans l’un des journaux qui les mettent à la une, ils lisent que deux autres «extraterrestres» se sont fait connaître au Tyrol mais n’ont pas été crus et se sont retrouvés internés en hôpital psychiatrique. Pour eux, cela ne peut être que Memno et Reka. Jean-Louis et Renate se rendent au Tyrol, où ils s’aperçoivent qu’il ne s’agissait que d’une rumeur lancée par des médecins fascinés par leur cas, lesquels les enferment et tentent de les «soigner». Au hasard d’une promenade dans le parc de la clinique, Jean-Louis aperçoit Memno, dont il apprend qu’il est le directeur de l’établissement. Avec Renate, il obtient une audience avec lui … Seulement pour s’apercevoir en entrant que le Memno qui les attend sur son siège est mort. Profitant de l’inattention du personnel, tous deux s’enfuient en voiture, et très vite, ils voient qu’ils sont suivis. Ils tentent le tout pour le tout en espérant échapper à leurs poursuivants, mais quelques mètres plus loin, leur voiture sort de la route, fait plusieurs tonneaux et finit en flammes.
C’est là que survient Reka, qui entend Jean-Louis et Renate lui dire qu’ils n’étaient pas dans le véhicule, l’ayant en effet quitté afin de faire croire à leur mort et d’obliger leur adversaire à se démasquer. Reka reconnaît sa défaite et les emmène dans le sublime château tyrolien qu’il habite, et où les deux enquêteurs retrouvent le fameux Puck, zélé serviteur de Reka et qui n’est maintenant plus leur ennemi. Lors d’un dîner de luxe, Reka leur avoue que c’est lui qui a tué ses cinq compagnons, qu’il estimait corrompus par la vie sur Terre. Lui-même se suicide et leur conseille de «fuir pendant qu’il est encore temps». Après l’inhumation de Reka, Puck rétablit pour Jean-Louis et Renate le contact avec le satellite d’accompagnement et leur souhaite «bon voyage». Mais alors que le satellite se pose sur Terre pour rapatrier Arkim et Tolrak dont la mission est accomplie, Tolrak/Renate émet quelques doutes au sujet de la véracité du suicide de Reka …
Les semaines passent, et pour Jean-Louis et Renate, c’est comme si l’autre n’avait jamais fait partie de leur vie. Ils ne se souviennent de rien, comme si les légitimes propriétaires des deux corps en avaient pleinement repris possession. En effet, Reka n’est pas mort, car il les épie pour s’assurer qu’Arkim et Tolrak sont partis. Ils l’étaient – mais ils sont revenus, et ils se retrouvent dans un mas provençal prêté à Jean-Louis par l’un de ses collègues pour les vacances. L’Empire doute, lui aussi, devant les invraisemblances relevées par Tolrak/Renate quant à la mort de Reka.
Suivant Bob, le collègue de Jean-Louis, qui est en fait téléguidé par Reka, Arkim et Tolrak découvrent une étrange caverne, où les accueille ce même Reka … Accompagné de Zarko, Alambda, Pirvii, Kyrin et Memno, dont il explique qu’il a simulé le meurtre à l’aide de mannequins avant de faire semblant de se suicider, ce pour entraîner la fin de l’enquête et faire rentrer Arkim et Tolrak chez eux. Et enfin, il révèle le secret qui était derrière toute l’action des six scientifiques: ils aiment la Terre, passionnément, bien plus que l’Empire où la vie est vide, morne et sans sentiment, notamment sans amour, cet amour qu’ils ont découvert sur Terre et qu’ils ne veulent plus reperdre. Mais le satellite d’accompagnement, qui a tout entendu, les arrête et les expédie aussitôt vers l’Empire.
Arkim et Tolrak reçoivent un ultime ordre: celui d’effacer toutes les traces du passage de l’Empire sur Terre, après quoi le satellite reviendra les chercher. Mais, en fin de compte, eux aussi décident qu’ils ne retourneront «jamais là-haut» et qu’ils vivront, heureux et amoureux, toute leur vie dans leurs corps humains et sur la Terre. Décision justifiée car Tolrak annonce à Arkim qu'elle est enceinte...

## Distribution
- José-Maria Flotats : Jean-Louis/Arkim
- Barbara Kramer : Renate/Tolrak
- Jean-René Gossart : Zarko
- Bernard Gauthron : Alambda
- Robert Nogaret : Pirvii
- André Oumansky : Kyrin
- Claude Roulet : Memno
- François Chaumette : Reka
- Piéral : Puck
- Jacques Balutin : Bob
- Michèle Bardollet : Colette
- Jean-Claude Bouillaud : Charlot
- Hubert Deschamps : Suder, le journaliste
- Michel Chevalet : lui-même
- Renzo Martini

## Épisodes
1. Zarko
2. Alambda
3. Pirvii
4. Kyrin
5. Memno
6. Reka

## Autour du film
- Partie Reka tournage aux Carrières de Lumières.

## DVD
- France :

La série a fait l'objet d'une sortie DVD.
- Les joyaux de la télévision : Les Visiteurs L'Intégrale (Coffret 3 DVD-9) (6 épisodes) est sortie le 13 septembre 2017 éditée par Elephant Films et distribuée par Sony Pictures Home Entertainment. Le ratio écran est en 1.33:1 4:3. L'audio est en Français Dolby Digital sans sous-titres. En supplément, une interview exclusive de Michel Wyn. il s'agit d'une édition Zone 2 Pal.